# Jaramillo de la Fuente
Jaramillo de la Fuente es una localidad y un municipio situados en la provincia de Burgos, comunidad autónoma de Castilla y León (España), comarca de Sierra de la Demanda, partido judicial de Salas de los Infantes, cabecera del ayuntamiento de su nombre.

## Historia

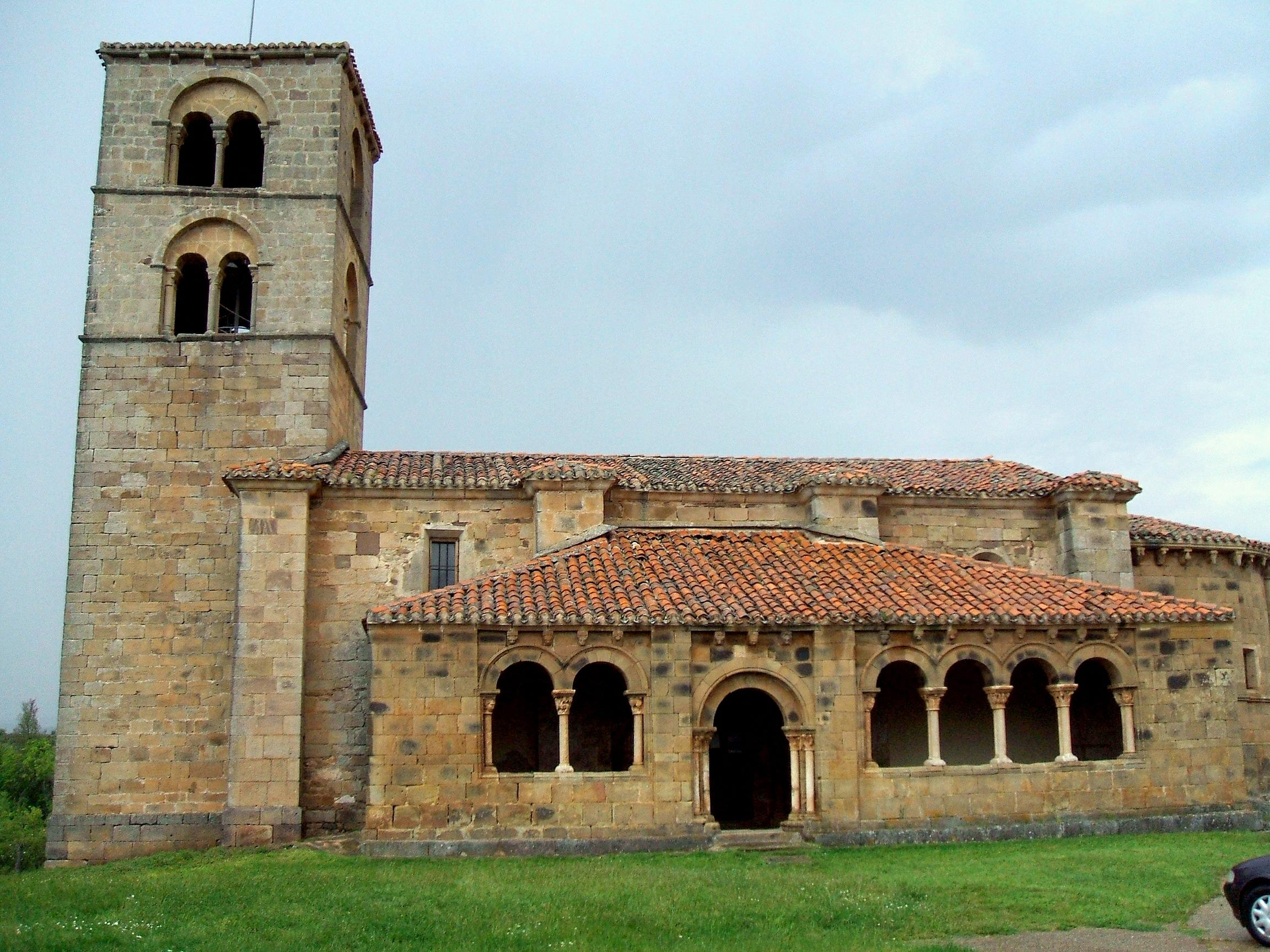
Iglesia románica de N. S. de la Asunción.

En el Censo de Vecindarios de la Corona de Castilla realizado en 1591 se denominaba Xaramillo de la Fuente, pertenecía al Partido de los Arauces y estaba incluida en la provincia de Burgos. El partido contaba con 876 vecinos pecheros.

## Demografía
Jaramillo de la Fuente cuenta con una población de 47 habitantes (INE 2024).
| Gráfica de evolución demográfica de Jaramillo de la Fuente entre 1842 y 2021                                          |
| |
| Población de derecho según los censos de población del INE. Población de hecho según los censos de población del INE. |

## Patrimonio
- Iglesia románica (s-XII) de Nuestra Señora de la Asunción.

- Frente a la iglesia se situaba una antigua olma, que tras secarse fue derribada en un temporal. En su lugar se encuentra actualmente el árbol de la provincia de Burgos, que fue plantado con puñados de tierra de todos los pueblos de la provincia de Burgos.

- También se encuentra el rollo, donde antiguamente se ajusticiaba la gente.

- Existe un potro de herrar caballos recientemente restaurado.

- La fuente se sitúa a las afueras del pueblo. Se llega a ella tras pasar por un camino que se inicia en las escuelas. Y una vez llegado a la fuente, si sigues el transcurso del riachuelo que de ella emana se encuentra uno con el molino, donde todavía se puede encontrar una las antiguas ruedas para moler el grano.

- Es una zona con gran cantidad de fósiles (sobre todo la zona de la fuente).